# Université Ahmadu-Bello
L'université Ahmadu-Bello (en anglais : Ahmadu Bello University ou ABU) est une université située à Zaria au Nigéria. Elle a été fondée le 4 octobre 1962 sous le nom d’University of Northern Nigeria.

## Présentation

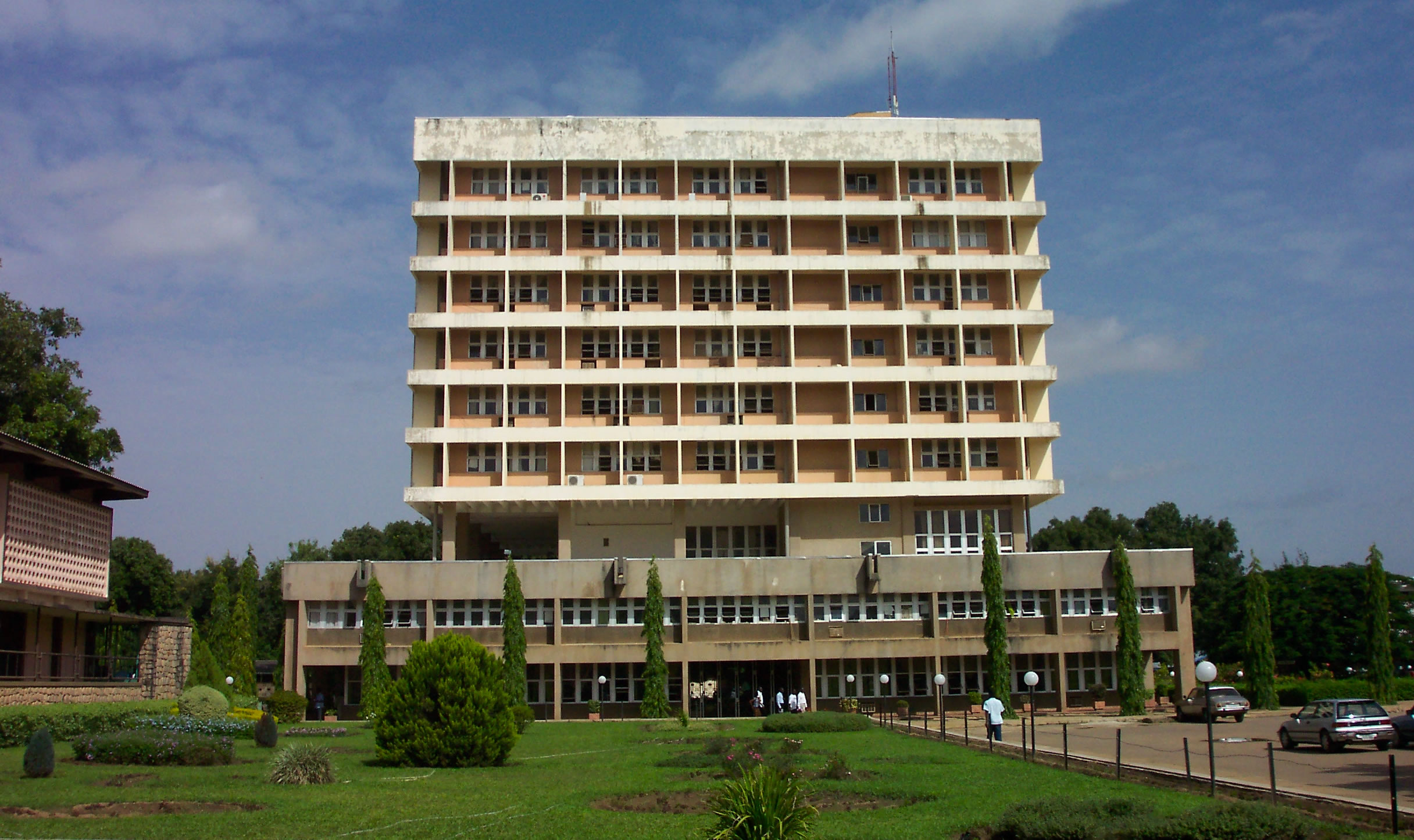
Bâtiment du conseil d'administration de l'université.

L'université Ahmadu-Bello est principalement implantée sur deux campus : Samaru et Kongo. Sur le campus de Samaru, se trouvent les bureaux administratifs ainsi que les bâtiments des sciences, des sciences sociales, de l'art, des langues et de la recherche. Sur le campus de Kongo, on retrouve la faculté de droit et d'administration. La faculté d'administration est composée des départements de comptabilité, de gestion, d'administration d'entreprise et d'administration publique.
L'université tire son nom d'Ahmadu Bello, premier dirigeant du Northern Nigeria.

## Personnalités liées à l'université

### Professeurs
- Deborah Ajakaiye (née en 1940), géologue
- Ladi Kwali (1925-1984), potière[1]

### Étudiants
- Zainab Ahmed (1960-), femme politique
- Ayesha Imam
- Bilkisu Yusuf, journaliste nigériane active dans le mouvement Bring back our girls
- Richard Ali, avocat
- Turai Yar'Adua (1957-), femme politique nigériane
- Amina Abubakar Bello (1973,-), Première Dame de l'État du Niger,  obstétricienne, gynécologue et militante des droits de l'homme.